# دوغلاس ماسي
دوغلاس ماسي (بالإنجليزية: Douglas Massey)‏ هو أستاذ جامعي أمريكي، ولد في 5 أكتوبر 1952 في أولمبيا في الولايات المتحدة.